# Lysimachia eileta
Lysimachia eileta är en viveväxtart som beskrevs av Johann Georg Christian Lehmann. Lysimachia eileta ingår i släktet lysingar, och familjen viveväxter. Inga underarter finns listade i Catalogue of Life.